# Monte Dourado
Monte Dourado é um distrito do município de Almeirim, distante cerca de 73 km da sede do município. Localiza-se na região norte do estado do Pará na latitude 0º 53' 23" sul e longitude 52º 36' 08" oeste, na divisa com o estado do Amapá, separada apenas pelo Rio Jari da cidade amapaense de Laranjal do Jari.
Remanescente do Projeto Jari, a localidade conta com um complexo industrial que em 2014 passou a produzir celulose solúvel, produto com possibilidades de aplicação em diversos segmentos. Esta, por sua vez, é transportada ao Porto de Munguba pela Estrada de Ferro Jari, uma ferrovia industrial que corta o distrito.